# Hanne Dyveke Søttar
Hanne Dyveke Søttar (* 16. August 1965 in Vefsn) ist eine norwegische Politikerin der rechten Fremskrittspartiet (FrP). Von 2017 bis 2021 war sie Abgeordnete im Storting.

## Leben
Søttar besuchte bis 1983 die weiterführende Schule, wo sie den Fokus auf den Maschinen- und Installateursbereich legte. Zwischen 1990 und 1992 war Søttar Vorsitzende der Jugendorganisation Fremskrittspartiets Ungdom (FpU) in der Provinz Nordland. Sie saß in den Jahren 1991 bis 1995 im Fylkesting von Nordland. Zwischen 1995 und 1999 war sie Mitglied im Kommunalparlament von Rana. In der Legislaturperiode von 2003 bis 2007 saß sie schließlich im Stadtrat von Trondheim. Zugleich war sie von 2003 bis 2011 Mitglied im Fylkesting der damaligen Provinz Sør-Trøndelag. 
Ab 1992 war Søttar unter anderem als Angestellte in der PR-Branche und Kundenberatung tätig. Von 2000 bis 2004 war sie Teilzeitstudentin im Fach Geschichte, von 2005 bis 2010 studierte sie schließlich Rechtswissenschaft an der Universität Oslo. Anschließend war sie als Juristin und Immobilienmaklerin tätig.
Søttar war von 1997 bis 2009 sogenannte Vararepresentantin, also mögliche Ersatzabgeordnete, im norwegischen Nationalparlament Storting. Bis 2001 war sie für den Wahlkreis Nordland gewählt, anschließend für Sør-Trøndelag. Sie kam in ihrer Zeit als Vararepresentantin allerdings zu keinem längeren Einsatz. Bei der Parlamentswahl 2017 zog sie schließlich erstmals direkt ins Storting ein, sie war bei der Wahl erneut für den Wahlkreis Nordland angetreten. Søttar wurde zunächst Mitglied im Kontroll- und Verfassungsausschuss und wechselte zum Januar 2018 in den Arbeits- und Sozialausschuss, bevor sie im Januar 2019 wieder in ihren ursprünglichen Ausschuss zurückkehrte. Im Januar 2020 wurde sie Teil des Bildungs- und Forschungsausschusses. In der Zeit zwischen Oktober 2017 und September 2018 war sie zudem Mitglied im Fraktionsvorsitz der FrP-Gruppierung. Bei der Wahl 2021 verpasste sie den erneuten Einzug ins Parlament.